# 羅薩里奧群島

羅薩里奧群島是哥倫比亞的群島，位於卡塔赫納西南約40公里的加勒比海，由30座島嶼組成，總土地面積0.2平方公里，行政方面由玻利瓦省負責管轄，人口約1,300。
10°10′30″N 75°45′00″W / 10.175°N 75.75°W